# Myennes
Myennes é uma comuna francesa na região administrativa de Borgonha-Franco-Condado, no departamento Nièvre. Estende-se por uma área de 7,44 km². Em 2010 a comuna tinha 533 habitantes (densidade: 71,6 hab./km²).